# Hasselbach (Taunus)
Hasselbach ist ein Ortsteil der Gemeinde Weilrod im hessischen Hochtaunuskreis.

## Geographie
Hasselbach liegt im östlichen Hintertaunus, auf einer Hochfläche, an den nordwestlichen Ausläufern der Feldberg-Langhals-Pferdskopf-Scholle, direkt an der Grenze des Hochtaunuskreises und des Landkreises Limburg-Weilburg im Naturpark Taunus.
Das Dorf liegt in einer Talmulde (Talkessel), die sich nach Süden und Südosten öffnet und den oberhalb des Ortes entspringenden Langenbach in Richtung des Weiltals abfließen lässt. Dadurch wird Hasselbach ringsum von mehreren Erhebungen umschlossen: Das Frohnstück (483 m) im Nordwesten, der Tannenkopf (455 m) im Nordosten, der Milsenberg (422 m) im Südosten und das Kuhbett (526 m) im Südwesten. Der Schinnkopf (428 m) erhebt sich unbewaldet in der Feldgemarkung am westlichen Ortsrand. Die Höhenlage der Gemarkung liegt im mittleren Bachtalverlauf des Langebachs im Osten auf rund 300 m und erreicht in den Erhebungen im Westen bis 500 m.
Die Gemarkungsfläche beträgt 9,04 km², davon sind 4,70 km² bewaldet. Die Gemarkung grenzt im Westen und Nordwesten an die Selterser Ortsteile Eisenbach und Haintchen. Im Nordosten und Osten schließen sich Emmershausen und Rod an der Weil an. Im Süden grenzt Hasselbach an Cratzenbach und im Südwesten an die Bad Camberger Ortsteile Dombach und Schwickershausen.
Von den höher gelegenen Stellen des Dorfes besteht bei klarem Wetter eine weite Fernsicht nach Südosten und Osten über den Östlichen Hintertaunus bis zum Hochtaunushauptkamm, mit dem südöstlich gelegenen Großen Feldberg. Weiter südöstlich erhebt sich der Pferdskopf. Der Taunushauptkamm ist in einer ungefähren Entfernung von 15 Kilometer.
Nächste Städte sind Bad Camberg (10 km südwestlich), Limburg an der Lahn (24 km nordwestlich) und Usingen (19 km östlich).

## Geschichte

### Ersterwähnung
Die Ersterwähnung Hasselbachs findet sich in einer Urkunde von 1306. Dort heißt es: Imagina, Witwe des römischen Königs Adolf (von Nassau, 1291-1298), beurkundet, dass sämtliche Zehnten von schon bebautem und noch zu bebauendem Rodland in ihren Wäldern oder Büschen innerhalb der Pfarrei Rod und den Bezirken der Kapelle zu Haselbach durch ihren Vater Gerhard von Limburg und ihren Oheim Heinrich von Isenburg dem Kloster Marienborn übergeben worden sind. Weitere Erwähnungen erfolgten unter den Ortsnamen (jeweils mit dem Jahr der Erwähnung): 1317 Hashelbach, 1340 Hayselbach, 1394 Hasilbach, 1420 Haselbach, 1427 Haselbach, 1427 Haßelbach, 1442 Hasilbach, 1442 Hasselbach.

### Die Landesherren

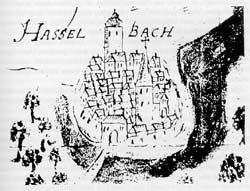
Hasselbach 1674

Die älteste bekannte Urkunde, die das Dorf Hasselbach erwähnt, stammt aus dem Jahre 1217. Kurz berichtet sie, dass Hasselbach damals zu dem Kirchspiel Rod a. d. Weil gehörte. Mehr weiß eine Urkunde aus dem Jahre 1317 zu sagen. Ihr zufolge war in jener Zeit das Dorf im Besitz der Herren von Limburg, deren Burg daselbst auf dem Felsen bei dem berühmten Limburger Dom stand. Sie zogen den Neurodzehnten aus Hasselbach. Dies lässt die Vermutung aufkommen bezüglich des Ursprungs des Dorfes, dass es eine Rodung gewesen ist in dem mächtigen Gebirgswald, der die Höhen zwischen dem Emsbachtal und Weiltal bedeckt. Als die Herren von Limburg ausstarben, kam Hasselbach im Jahre 1420 in den Besitz des Kurfürsten von Trier. Dieser gab sieben Jahre später ein Viertel des Ortes an den Grafen von Nassau-Saarbrücken, von dem er ein Viertel der Nachbargemeinde Eisenbach dagegen erhielt. Dabei blieb es etwa 400 Jahre; drei Viertel von Hasselbach gehörte zu Kurtrier, ein Viertel den Fürsten von Nassau-Saarbrücken.
Durch den Reichsdeputationshauptschluss des Jahres 1803 wurde der weltliche Besitz der Kirche in Deutschland an die weltlichen Fürsten abgetreten. So fiel der Anteil von Kurtrier an Hasselbach dem Fürsten von Nassau zu, so dass dieser nunmehr das ganze Dorf besaß. Im Jahr 1866 ging das Dorf nach der preußischen Annexion des Herzogtums Nassau an das Königreich Preußen über.

### Schloss Hasselbach

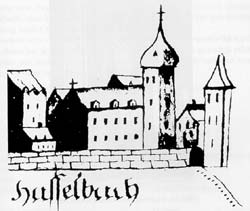
Zeichnung von 1777 (Quelle: Hessisches Hauptstaatsarchiv Wiesbaden, Abteilung 3011, Nr. 990)

In der Zeit, in der Hasselbach in zweiherrischem Besitz lag, schlug der Verkehr andere Bahnen ein als heute; mit Vorliebe wählte er Höhenwege aus. Eine der verkehrsreichsten Straßen durch den Taunus war die sog. Rennstraße. Der Weg führte von Frankfurt am Main nach Königstein, weiter über den Kamm des Gebirges nach Seelenberg und hielt sich nach Möglichkeit auf dem Höhenrücken, bis er in Weilburg einmündete. Viele Kaufleute zogen auf diesem Wege im Frühjahr und im Herbst zu der weit und breit bekannten Frankfurter Messe. An ihm lag Hasselbach. Noch keine halbe Stunde nördlich von Hasselbach mündeten in die Rennstraße zwei alte Verkehrswege, der Juden-Pfad und die Hessenstraße, die die Verbindung mit der alten Kölner Straße darstellten. Mithin lag Hasselbach nahe bei einem Knotenpunkt belebter Verkehrsstraßen. Die prekäre öffentliche Sicherheit, die damals bedroht wurde durch die Ritterschaft, die teils aus Not, teils aus Habgier auf Raub ausging, war es wohl, was die Landesherren von Hasselbach, den Kurfürst-Erzbischof Jakob v. Sierk und den Grafen Philipp von Nassau, bestimmte, den Ort zu befestigen. Am 1. September 1441 wurde die Genehmigung dazu erteilt. Der diesbezügliche kaiserliche Erlass ist in einer beglaubigten Abschrift aus dem vorvorigen Jahrhundert im Pfarrarchiv vorhanden. Es heißt darin u. a.: „Die Erlaubnis wird erteilt, daß eine Stadt und Feste gemacht und gebaut werde mit Graben, Mauern und Toren, und daß die Leute, die zu Hasselbach sind oder hernach dahin kommen werden, von Steuern, Diensten, Lagern, Betteln und Beschwerden befreit sein sollen.“ Der in der kaiserlichen Urkunde angegebene Grund dieser besonderen Begünstigungen und Freiheiten bestätigt obige Vermutung: „Gemeiner Nutzwillen der Landleute und Gegenden um Hasselbach, und weil Beschädigungen derselben Lande und Leute und Heer mannigfaltig bestanden haben und noch bestehen möchten.“ Die Bewohner des Dorfes Hasselbach sollten also dieselben Freiheiten und Vergünstigungen genießen wie etwa die freie Reichsstadt Frankfurt/Main. So wurde denn Hasselbach als Schloss ausgebaut. Der Ort wurde in einer Länge von 240 Schritt und einer Breite von 120 Schritt mit Mauern umgeben, so dass die Feste ein Viereck darstellte, das doppelt so lang wie breit war. Die Mauer war viereinhalb Meter hoch und 75 cm breit, so dass man eben noch hinter der Zinne rings um den Ort gehen konnte. Auf jeder Seite war ein Tor. Eines davon war nur ein schmaler Durchgang für Personen; sein Name ist nicht mehr bekannt. Die Namen der anderen drei sind noch in aller Munde: das Untere, das Obere und das Stumpfe Tor. Bei jedem Tor war ein viereckiger Turm. Auf dem Hügel, der im Südwesten unmittelbar vor dem Dorf sich erhebt, auf dem zurzeit ein aus Dankbarkeit für wiedererlangte Gesundheit aufgerichtetes Kreuz steht, mag man sich einen Galgen emporragend denken, weithin sichtbar zur Warnung der Wegelagerer.
Die günstige Lage des Schlosses an einer großen Verkehrsstraße brachte eine schnelle Entwicklung des Ortes mit sich, so dass man schon bald die Befestigung als hemmende Fessel betrachtete. Mit der Zeit legte man deshalb keinen Wert mehr auf deren Instandhaltung; sie zerfiel. Die Tore wurden noch vor 150 Jahren etwa allabendlich geschlossen, wie dies bei den Schlössern üblich war. Von den Türmen erhielten sich am längsten der am Oberen und der am Unteren Tor. Der erstere, der nicht sehr hoch war, wurde vor 130 Jahren auf Abbruch versteigert. Der letztere erging demselben traurigen Los nur infolge seiner stattlichen Höhe. Er wurde vor 100 Jahren von der Gemeinde für 65 Gulden (nicht ganz 100 Mark) an den Besitzer des an ihn angebauten Hauses verkauft. Dieser benutzte ihn als Scheune. Da die Einfahrt ihm zu eng war, brach er ein Stück nach dem anderen aus dem Bogen. Seine Unvorsichtigkeit rächte sich bitter. Am 9. Februar 1888 abends stürzte etwa ein Drittel des Turmes ein, riss einen Teil des daran gelehnten Hauses mit sich und sperrte als Schutthaufen die Ecke Langgasse/Hintergasse. Auf Gemeindekosten musste der Schutt abgefahren und das noch oben hängende Dach und die teilweise eingestürzten Seitenwände gestützt werden, da der Besitzer unvermögend war. Die Gemeinde hatte sich nun zu entscheiden, ob der Turm zurückgekauft und wieder aufgebaut werden sollte, was nach dem Voranschlag etwa 850 Mark Kosten verursacht hätte, oder ob er abgebrochen und der Schutt abgefahren werden sollte; dies wollte einer für 450 Mark tun. Obwohl es nicht am guten Willen des Gemeindevorstandes fehlte, entschied man sich der hohen Kosten wegen für das letztere.
Die einzigen heutigen Zeugen des Schloss Hasselbach sind noch bestehende Reste der Festungsmauern.

### Gang durch die Jahrhunderte
Aufgrund der günstigen Lage an belebter Verkehrsstraße blühte Schloss Hasselbach schnell auf. Hundert Jahre nach dem Ausbau als Schloss, um Mitte des 16. Jahrhunderts, erhielt es eine eigene Pfarrei, um die Mitte des 17. Jahrhunderts erhob es sich schnell aus den Trümmern des Dreißigjährigen Krieges, um die Mitte des 18. Jahrhunderts erstand die neue geräumige Pfarrkirche, um die Mitte des 19. Jahrhunderts erreichte es die höchste Einwohnerzahl.

#### Eigene Pfarrei 1545
Noch bis zum Jahre 1536 gehörte Hasselbach zum Kirchspiel Rod an der Weil; es hatte wohl eine eigene Kapelle und eigenen Gottesdienst, aber keinen eigenen Geistlichen. Damals war Rod zur „neuen Lehre“ übergetreten. Hasselbach dagegen blieb beim „alten Glauben“, denn es unterstand zu dreiviertel dem Kurfürst-Erzbischof von Trier. Die Landesfürsten aber bestimmten schon damals vielfach die Religion ihrer Landeskinder, was bald danach allgemein gültiger Grundsatz wurde. Zunächst amtierte nun der Pfarrer von Rod eine Zeit lang in seinem Pfarrsitz nach der evangelischen Lehre und in seiner Filiale Hasselbach katholisch, bis die kirchliche Aufsichtsbehörde gegen diesen unhaltbaren Zustand einschritt. Schloss Hasselbach wurde vom Kirchspiel Rod gelöst und wurde eigene Pfarrei, da es wohlhabend genug war, um einen eigenen Geistlichen zu unterhalten. Im Jahre 1545 zog der erste Pfarrer ein.
In jener Zeit scheint der Ritter Philipp von Rheinberg auf der nahen Burg Eichelbach der Kirche zu Hasselbach sehr gewogen gewesen zu sein. Er unterhielt auf seiner Burg eine Zeit lang seine eigene Kapelle mit einem Schlosskaplan, der die Seelsorge in dem nahen Kratzenbach und in Gemünden versah. Wahrscheinlich hat Philipp von Rheinberg gegen Ende seines Lebens die ganze Ausstattung dieser Kapelle der Kirche zu Hasselbach vermacht und so der Errichtung der Pfarrei vorgearbeitet, denn bei seinem Hinscheiden wurde er in der Kirche zu Hasselbach beerdigt. Und nur den Erbauer oder großen Wohltäter einer Kirche pflegte man so zu ehren. Sein Grabstein wurde später beim Bau der neuen Kirche rechts neben dem Hochaltar in der Chorwand eingemauert. Er zeigt uns das Brustbild eines geharnischten Ritters mit langem Bart und gefalteten Händen. Die Umarmung ist stilgerecht in Renaissance ausgeführt. Es ist dies eines der frühesten Denkmäler dieses Stils in Nassau. Ein Nachkommen von ihm hat 41 Jahre später den Hof Eichelbach angelegt und ist von der alten Burg dahin übergesiedelt.

#### Zur Zeit des Dreißigjährigen Krieges und danach (1650)
Schlimme Zeiten kamen für Schloss Hasselbach und seine Umgebung mit dem Dreißigjährigen Krieg. Einige Orte der nächsten Nachbarschaft, Oberhain (etwa 20 Minuten in nordwestlicher Richtung von Hasselbach entfernt), Raupenhain (etwa 15 Minuten nördlich) und Schneebach (etwa eine Viertelstunde im Osten), verschwanden vollständig. Keine Spur ihrer Stätten ist vorhanden. Nur Wege- und Gemarkungsnamen erinnern noch an sie.
Hasselbach kam etwas gnädiger davon, wohl infolge seiner geschützten Lage auf halber Höhe ansteigenden Geländes. Die Einwohnerzahl sank hier wie in dem benachbarten Haintchen so stark, dass diese beiden Orte nicht einmal imstande waren, gemeinsam einen Pfarrer zu unterhalten. Sie wurden vielmehr von Eisenbach aus versehen. Der dortige Pfarrer hatte auch Niederselters zu pastorieren, das ebenfalls von 1630 bis 1660 ohne Geistlichen war. Bei dieser großen Ausdehnung seines Arbeitsfeldes konnte er nur selten nach Hasselbach heraufkommen, die Kranken zu versehen und die Mühseligen zu trösten, wie es in der betreffenden Urkunde heißt.
Zwei Jahre nach Friedensschluss, 1650, bekamen Hasselbach und Haintchen einen gemeinsamen Pfarrer namens Adam Kassel. Etwa 50 Jahre wirkte dieser mit der größten Sorgfalt. In einem Bericht hierüber heißt es: „Wir haben an wenigen Orten alles so sauber und akkurat gefunden wie hier.“ Während Haintchen keinen Lehrer hatte, war ein solcher in Hasselbach; aber nur wenige Kinder kamen zur Schule. Der damalige Lehrer Valentin Reif versicherte in einem Bericht, dass um 1685 Hasselbach nur 29 Bürger, mithin etwa 120 bis 150 Einwohner gezählt habe.
Ein Zeuge jener Zeit ist das Haus Nr. 22 in der Langstraße, das Privathaus Hasselbachs (nach der Gebietsreform jetzt Limburger Straße 13). Unter dem Erker des oberen Stockwerks sind zwei Inschriften angebracht, eine lateinische und eine deutsche. Diese Holztafeln und andere Schnitzereien, die aus einem Brand 1926 gerettet werden konnten, dem ein damals unter Denkmalschutz stehendes Haus aus dem Dreißigjährigen Krieg zum Opfer fiel, wurden bei dem Neubau wieder verwandt. Die Erstere ist verstümmelt worden dadurch, dass bei einer späteren Vergrößerung des Erkers der obere Rahmenteil mit dem Anfang der Inschrift wegfiel. Der das Haus bauen ließ, der Zimmermann Johann Rodt, bittet da Gott, es möge sich der Erbauung kein Hindernis in den Weg stellen, es möge Friede sein und bleiben, und der Erbauer mit seiner Gemahlin möge ungestört das Haus bewohnen können, das zur Zeit des Krieges erbaut wurde. Diese letztere Bemerkung scheint in Widerspruch zu stehen mit der Jahreszahl der Inschrift: 1678. Der Krieg war doch 1648 zu Ende. Es reimt sich dies wohl folgendermaßen zusammen: Gegen Ende des Krieges oder bald nach Friedensschluss, da es immer noch Unruhen gab, wurde mit der Erbauung begonnen. Die Vollendung des Baues, insbesondere der Schnitzereien, fällt ins Jahr 1678.

#### Der Bau der jetzigen Kirche (1751)
Schon die Einrichtung eines so stattlichen Bürgerhauses verrät, dass Schloss Hasselbach sich bald von den Schrecken des Dreißigjährigen Krieges erholte. Dafür spricht auch die Tatsache, dass im Jahre 1699 der Ort wieder einen Pfarrer bekam. Vollends klar erweist dies der ansehnliche Neubau der Pfarrkirche im Jahre 1751. Die Kirche, die 1445 zugleich mit der Befestigung erbaut war, wurde nach dreihundertjährigem Bestehen am 22. Oktober 1749 ein Raub der Flammen. An diesem Tage nachmittags 3 Uhr brach in einem hinter der Kirche gelegenen Hause infolge unvorsichtiger Behandlung des allzu sehr getrockneten Flachses Feuer aus. Bei stark wehendem Nordostwind wurde nebst 33 Häusern und 22 Scheunen auch die Kirche von den Flammen ergriffen und dieselbe samt den 3 Altären, der Orgel, den 3 Glocken, allen Paramenten und vielen gerichtlichen Briefen und Urkunden eingeäschert. Der Pfarrer war gerade abwesend.
Nach anderthalb Jahren nahm man den Neubau in Angriff. Als Bauplatz wählte man den alten. Er war geeignet, da er ein Felsen mitten im Ort war. Zudem war nirgends im Dorfe ein freier Platz zu finden. Dicht stand Haus an Haus. Der freie Platz am stumpfen Tor entstand erst viel später, infolge Abbruchs mehrerer Häuser. Nur einen Fehler hatte der Bauplatz: er war etwas zu klein.

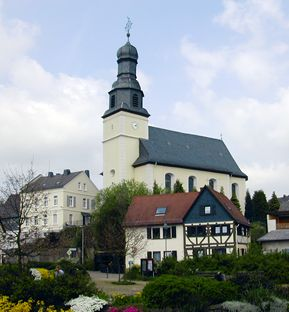
Pfarrkirche St. Margaretha

Am 30. April 1751 wurde der Grundstein gelegt. Am 17. August waren die 4 Schuh dicken Mauern der Kirche, am 13. September die viereinhalb Schuh dicken Mauern des Turmes fertiggestellt. Am 16. September begann der Zimmermann, in 3 Tagen hat er sein Werk vollendet, ohne dass ein Unglücksfall vorgekommen ist. Das Dach auf der Kirche wurde noch 1751, das auf dem Turm erst 1752 fertiggestellt. Die Einweihung konnte am 13. April 1752 erfolgen.
Eine Eigentümlichkeit hat die Pfarrkirche: Von Ferne erweckt es den Anschein, als stehe ein voll ausgebauter Turm hinter dem Kirchenschiff. In Wirklichkeit sind nur die Vorderwand und zwei Drittel der beiden Seitenwände in massivem Mauerwerk vom Boden aus aufgeführt. Das hintere Drittel der Seitenwände und die Rückwand beginnen erst in halber Höhe des Kirchendaches und ruhen auf Tragbalken aus Holz. Infolge dieser Bauweise hat sich der Turm im Laufe der Zeit nach dem Schiff hin geneigt. Von der Helmspitze bis zum Glockenstuhl gemessen ist der Turm etwa 65 cm aus dem Lot. Die Gefahr des Einsturzes bestand nicht. Jedoch war diese Neigung ein Hindernis für den Ausbau der Glocken, als ihre Abgabe im Ersten Weltkrieg gefordert wurde. Die Kreisbehörde teilte bis gegen Schluss des Krieges die von dem Kirchenvorstand vorgebrachten Bedenken. So blieben die Glocken erhalten.
Diese Bedenken genügten jedoch im Zweiten Weltkrieg nicht mehr. Eines Tages wurden in den Kriegsjahren 2 Glocken entfernt und an ihrer Stelle zwei Betonklötze angebracht, die den Turm auslasten sollten. In den folgenden Jahren jedoch neigte sich das obere Drittel des Turmes immer mehr nach Osten, so dass 1949 die Abweichung von der Senkrechten beinahe 90 cm betrug. Da man nun ernstlich den Einsturz befürchtete, wurde das Balkenwerk erneuert und gehoben. Trotzdem befindet sich auch heute noch die Spitze des Turmes ungefähr 40 cm aus dem Lot.

#### 19. und 20. Jahrhundert
Im Jahre 1828 erfolgte die Anlage des jetzigen Friedhofes am Roder Weg, da die an der Pfarrkirche St. Margaretha gelegene, nicht erweiterbare Ruhestätte für die Verstorbenen des auf über 1000 Einwohner angewachsenen Dorfes nicht mehr ausreichte.
Die seit einem Jahrhundert veränderten Verkehrsverhältnisse, insbesondere der während dieser Zeit aufgekommene Schienenstrang, machten die Rennstraße zu einem verlassenen, stillen Weg. Hasselbach der Eisenbahn zu erschließen, war aufgrund des bergigen Geländes zu schwierig. So ist es auch zu erklären, dass die Einwohnerzahl in den letzten hundert Jahren von über 1000 auf etwas über 700 vor dem letzten Weltkrieg gesunken war. Von diesem äußeren Rückgang wurde jedoch das rege, innere Leben der Gemeinde nicht betroffen. Die Einrichtung eines Schwesternhauses mit Kindergarten, Krankenpflegestation und Nähstube im Jahre 1902, die Erbauung der Wasserleitung 1908, der Pfarrhausneubau 1909, die Errichtung der elektrischen Lichtanlage 1921 und der Bau der Kriegergedächtniskapelle im gleichen Jahr bezeugen es.
Im Jahr 1936 wurde ein Freibad gebaut. Es wurde durch die Erlöse des Holzverkaufs finanziert, die aufgrund der Winterstürme hoch ausgefallen waren. Es war bis in die 1970er Jahre noch in Betrieb und war dann das letzte Freibad in Weilrod. Heute ist es das einzige verbliebene Bad und wird als Löschwasserteich genutzt.
Der Zweite Weltkrieg brachte kurz vor seinem Ende einige aufregende Tage auch für Hasselbach. Am 26. März 1945 fielen acht Bomben, die mehrere Einwohner verletzten und eine größere Anzahl von Gebäuden mehr oder weniger beschädigten. Am Karfreitag wurde das Dorf von Westen her von schwerer Artillerie beschossen. Die meisten der Geschosse gingen auf das freie Feld, doch wurden zwei Häuser größtenteils zerstört und auf dem Friedhof zahlreiche Grabsteine beschädigt. Die beiden Weltkriege forderten im Ort 32 Opfer im Ersten Weltkrieg und 70 Tote und Vermisste im Zweiten Weltkrieg.
Die Belebung der Bautätigkeit nach der Währungsreform brachte auch für das Dorf unerwartete Vorteile. Die Preise für Bauholz stiegen sprunghaft in die Höhe und brachten der waldreichen Gemeinde gute Einnahmen. So konnte man auch wieder die beiden fehlenden Kirchenglocken anschaffen, zwei Tiefbrunnen für die Wasserversorgung bohren und einen großen Hochbehälter errichten, die Kanalisation sämtlicher Straßen beenden und die Dorfstraßen erneuern. 1949 wagte man sich an den Bau eines Rathauses, das schon im darauffolgenden Jahr beendet werden konnte.
Daneben wurden eine geräumige Dreschhalle, eine Leichenhalle auf dem Friedhof und zuletzt ein neues Feuerwehrhaus mit einem Schlauchtrockenturm erstellt, da das alte für die neuerworbenen Löschgeräte nicht mehr ausreichte.
Ein großer Kinderspielplatz wurde errichtet, ein Erweiterungsbau des Kindergartens im Schwesternhaus und ein vergrößerter Sportplatz vorgenommen. Es war trotz großer Anstrengungen der Gemeinde und der Pfarrei nicht möglich, die Auflösung der Schwesternstation und damit auch der Krankenpflege im Jahre 1965 infolge des allgemeinen Nachwuchsmangels der kirchlichen Orden zu verhindern.
Bei den Renovierungsarbeiten der Barockkirche 1954 legte man die ursprünglichen Farben der drei Altäre aus der „Hadamarer Schule“ frei. Bereits vier Jahre später hielten abermals Handwerker Einzug im Gotteshaus. Diesmal galt es, dem Mauerschwamm, der das Mauerwerk bereits bis in eine Höhe von 2 m befallen hatte, zu Leibe zu rücken. Nach der Schwammbeseitigung legte man in Hunderten von Löchern sogenannte „lmpfnester“ an, die für die weitere Erhaltung der Kirche in dieser Hinsicht Gewähr leisten.
Durch diese vordringlichen Arbeiten musste immer wieder die nötige Restaurierung der Barockorgel hinausgeschoben werden. 1755 von den Gebrüdern Stumm erbaut, wurde sie im Laufe der letzten zwei Jahrhunderte durch Umbau, Entfernung der Zungenstimmen (1888) und Abgabe der Prospektpfeifen im Ersten Weltkrieg so verändert, dass von ihrem ursprünglich „strahlenden Glanz“ kaum noch etwas zu hören war. 1966 aber führte man die Restaurierung durch. Alle nachträglich eingebauten Register wurden entfernt und das Werk auf Vorschlag des Pfarrers Vowinkel nach eingehendem Studium zahlreicher, von den Gebrüdern Stumm in Rheinhessen erbauter Werke, restauriert. So besitzt Hasselbach heute eine Barockorgel, die nach dem Urteil anerkannter Fachleute und bekannter Organisten mit der wohlabgestimmten Disposition und den strahlenden Barockstimmen in der näheren Umgebung ihresgleichen sucht.
Eine weitere Sehenswürdigkeit hat die Kirche mit einem in Oberammergau im Stile des Barock geschnitzten Kreuzweg erhalten, dessen Farben eigens auf die bereits vorhandenen Heiligenfiguren abgestimmt wurden. Der Besucher des Gotteshauses wird nun einen stilistisch einwandfrei ausgestatteten sakralen Raum bewundern können.
Dem bereits im Jahre 1830 erbauten Schulgebäude sieht man es von außen kaum an, dass es mit seiner Einrichtung einem modernen pädagogischen Unterricht vollauf gerecht wurde. 1965 wurde der Gebäudeeingang neu gestaltet und eine Belichtung des Flures erreicht. 1967 entstand aus der Lehrerwohnung im rechten Erdgeschoss eine Toilettenanlage, die „mit BodenWandfliesenbelag allen Anforderungen der neuzeitlichen Hygiene entspricht“. Bei diesen Umbauarbeiten konnte zusätzlich ein Werkraum gewonnen werden. Im folgenden Jahre wurden aus der Lehrerwohnung im linken Erdgeschoss zwei Lehrmittelräume und ein weiterer Klassenraum geschaffen, der später einmal nach dem Obergang der Hauptschulklassen auf eine Mittelpunktschule als Gymnastikraum für die Kinder der Grundschule verwendet werden kann. Gleichzeitig erhielt die Schule eine vollautomatische Nachtspeicherheizung. 1969 konnte durch einen neuen Treppenhausanbau auch den Bestimmungen der Schulbaugesetze in dieser Hinsicht genügt werden. Mit dem 1. Januar 1970 ging die Schulträgerschaft von der Gemeinde Hasselbach auf den Landkreis Limburg über, so dass dieser nun für die weiteren baulichen Maßnahmen am Schulgebäude zuständig war.

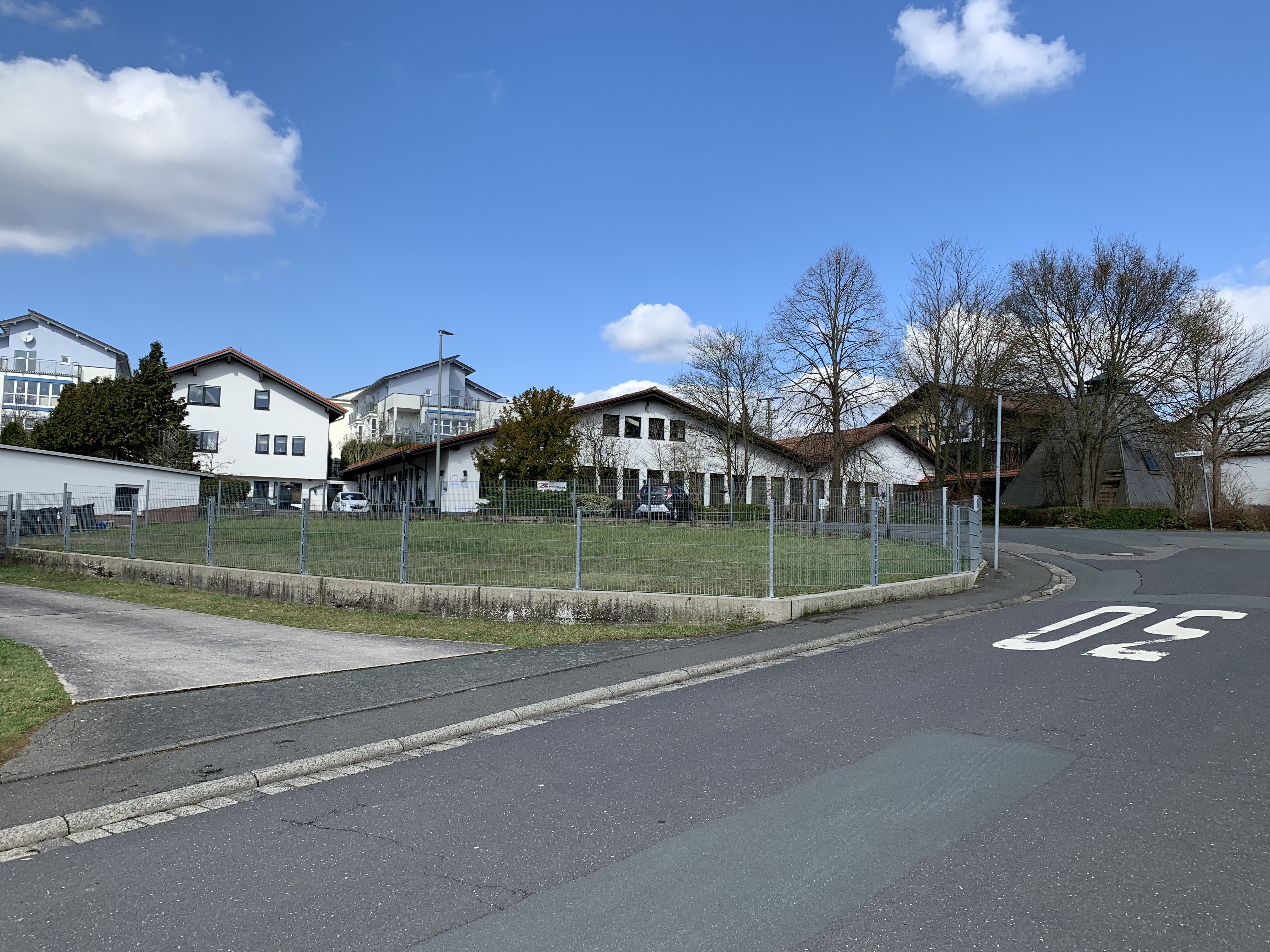
Gewerbegebiet in Hasselbach. Im Hintergrund das Seniorenheim Carpe Diem.

Mit der im Jahr 1965 eingeleiteten Flurbereinigung, verbunden mit der Sanierung des alten Dorfkerns, begann ein Abschnitt in der Dorfgeschichte, in dem das äußere Bild der Gemarkung und des Ortes selbst entscheidend umgestaltet wurde. Seit der letzten Konsolidation im Jahre 1866 waren die Flurstücke durch dauernde Teilung so zersplittert worden, dass eine Bearbeitung mit den modernen landwirtschaftlichen Geräten kaum noch möglich war. So wurden in den letzten Jahren immer weniger Äcker bestellt, und das Ausmaß der Kulturbrache nahm immer bedrohlichere Formen an. Welch tiefgreifender Wandel nun hier durch die Flurbereinigung geschaffen wurde, lässt sich daran ermessen, dass bis zu 150 kleine und kleinste Grundstücke eines Besitzers zu einer einzigen Parzelle zusammengefasst wurden und nun fünf Aussiedlungshöfe mit arrondiertem Grundbesitz in der Gemarkung zu finden sind.
Im Zuge der Flurbereinigung wurde der Gemeinde ein größeres Wiesengelände am Südausgang des Dorfes zugesprochen. Hieraus entstand eine Parkanlage, die mit den sauberen Gehwegen, den aufgestellten Bänken und dem kleinen Teich zum Verweilen einlädt. 1970 nahm die Gemeinde die Erneuerung der aus dem Jahre 1908 stammenden „Wasserleitung“ in Angriff. Dieses Vorhaben war notwendig geworden, da immer wieder Rohrbrüche festgestellt wurden, vor allem jedoch, weil der geringe Querschnitt der alten Leitungen den Brandschutz in den Neubaugebieten nicht gewährleistete.

#### Seit der Hessischen Gebietsreform 1972
Eine einschneidende Veränderung für Hasselbach brachte die zu Beginn der siebziger Jahre von der Hessischen Landesregierung in Angriff genommene Gebietsreform. Mit Wirkung vom 1. August 1972 endete die Selbstständigkeit der Gemeinde Hasselbach. Hasselbach wurde kraft Landesgesetz aus dem Landkreis Limburg gelöst und dem aus den Kreisen Usingen und Obertaunus neugebildeten Hochtaunuskreis mit der Kreisstadt Bad Homburg zugeschlagen. Die bis dahin selbständigen Gemeinden Hasselbach, Emmershausen, Niederlauken, Oberlauken, Rod an der Weil und Weilnau wurden zur neuen Gemeinde Weilrod zusammengeschlossen. Als Verwaltungssitz wurde der Ortsteil Rod an der Weil festgelegt. Für alle ehemals eigenständigen Gemeinden von Weilrod wurde je ein Ortsbezirk gebildet.
Obwohl Weilrod mit einem Gebiet von 70,7 km2 zu den flächengrößten Gemeinden Hessens zählt, hat es nur rund 6500 Einwohner.
Im Jahr 2006 feierte Hasselbach seine 700-jährige Geschichte.
Der Gesangsverein MGV Liederkranz Hasselbach kaufte 2007 das leerstehende Vereinslokal „Gasthaus zum Löwen“ und sanierte das denkmalgeschützte Gasthaus inklusive Saalbau und Nebengebäuden. Der Saalbau trägt den Namen „Kulturforum Hochtaunus“.
Das Pflegeheim SeniorenPark carpe diem Weilrod-Hasselbach feierte 2009 Eröffnung. Zur Einrichtung zählen 72 Pflegeplätze (auch Kurzzeitpflege), 13 Wohnungen, ein öffentliches, barrierefreies Café-Restaurant "Vier Jahreszeiten", Mahlzeitenservice, Friseur, Wäscherei sowie Freizeit- und Gymnastikräume.
2021 startete der Glasfaserausbau (FFTH) durch die Deutsche Glasfaser, nachdem 50 Prozent der Haushalte in Hasselbach einen Vorvertrag mit dem Unternehmen abgeschlossen haben (der Schwellenwert lag bei 40 Prozent). Anders als bei den anderen Weilroder Ortsteilen erfolgt die Backbone-Überlandanbindung für Hasselbach nicht über Usingen und das Weiltal, sondern von Selters-Haintchen aus. Die ersten Freischaltungen der Anschlüsse erfolgten ab dem 21. Oktober 2024.

### Verwaltungsgeschichte im Überblick
Die folgende Liste zeigt die Staaten und Verwaltungseinheiten, denen Hasselbach angehört(e):
- vor 1803: Heiliges Römisches Reich, 3⁄4 Kurtrier, Amt Camberg / 1⁄4 Grafschaft/Fürstentum Nassau-Usingen, Oberamt oder Grafschaft Usingen
- ab 1803: Heiliges Römisches Reich, Gemeinschaftsbesitz der Fürstentümer Nassau-Usingen und Nassau-Oranien[Anm. 2]
- ab 1806: Herzogtum Nassau,[Anm. 3] Amt Camberg
- ab 1816: Herzogtum Nassau, Amt Usingen
- ab 1849: Herzogtum Nassau, Kreisamt Idstein[Anm. 4]
- ab 1854: Herzogtum Nassau, Amt Usingen
- ab 1867: Königreich Preußen,[Anm. 5] Provinz Hessen-Nassau, Regierungsbezirk Wiesbaden, Obertaunuskreis[Anm. 6]
- ab 1886: Deutsches Reich, Königreich Preußen, Provinz Hessen-Nassau, Regierungsbezirk Wiesbaden, Kreis Usingen
- ab 1918: Deutsches Reich (Weimarer Republik), Freistaat Preußen, Provinz Hessen-Nassau, Regierungsbezirk Wiesbaden, Kreis Usingen
- ab 1932: Deutsches Reich, Freistaat Preußen, Provinz Hessen-Nassau, Regierungsbezirk Wiesbaden, Landkreis Limburg
- ab 1944: Deutsches Reich, Freistaat Preußen, Provinz Nassau, Landkreis Limburg
- ab 1945: Amerikanische Besatzungszone,[Anm. 7] Groß-Hessen, Regierungsbezirk Wiesbaden, Landkreis Limburg
- ab 1946: Amerikanische Besatzungszone, Hessen, Regierungsbezirk Wiesbaden, Landkreis Limburg
- ab 1949: Bundesrepublik Deutschland, Hessen, Regierungsbezirk Wiesbaden, Landkreis Limburg
- ab 1968: Bundesrepublik Deutschland, Hessen, Regierungsbezirk Darmstadt, Landkreis Limburg
- ab 1972: Bundesrepublik Deutschland, Hessen, Regierungsbezirk Darmstadt, Hochtaunuskreis, Gemeinde Weilrod[Anm. 8]

## Bevölkerung

### Einwohnerstruktur 2011
Nach den Erhebungen des Zensus 2011 lebten am Stichtag, dem 9. Mai 2011, in Hasselbach 993 Einwohner. Darunter waren 27 (2,7 %) Ausländer. Nach dem Lebensalter waren 165 Einwohner unter 18 Jahren, 369 zwischen 18 und 49, 189 zwischen 50 und 64 und 270 Einwohner waren älter. Die Einwohner lebten in 384 Haushalten. Davon waren 99 Singlehaushalte, 126 Paare ohne Kinder und 123 Paare mit Kindern, sowie 33 Alleinerziehende und 3 Wohngemeinschaften. In 90 Haushalten lebten ausschließlich Senioren und in 246 Haushaltungen lebten keine Senioren.

### Einwohnerentwicklung
Einwohnerzahlen vor 1800:
- um 1630: etwa 210
- 1651: etwa 075
- 1654: etwa 240
- 1730: etwa 460
- 1774: etwa 500

| Hasselbach: Einwohnerzahlen von 1834 bis 2024 | Hasselbach: Einwohnerzahlen von 1834 bis 2024 | Hasselbach: Einwohnerzahlen von 1834 bis 2024 | Hasselbach: Einwohnerzahlen von 1834 bis 2024 | Hasselbach: Einwohnerzahlen von 1834 bis 2024 |
| --- | --------------------------------------------- | --------------------------------------------- | --------------------------------------------- | --------------------------------------------- |
| Jahr |                                               |                                               |                                               | Einwohner                                     |
| 1834 | 1834                                          |                                               | 906                                           | 906                                           |
| 1840 | 1840                                          |                                               | 991                                           | 991                                           |
| 1846 | 1846                                          |                                               | 1.048                                         | 1.048                                         |
| 1852 | 1852                                          |                                               | 1.065                                         | 1.065                                         |
| 1858 | 1858                                          |                                               | 1.084                                         | 1.084                                         |
| 1864 | 1864                                          |                                               | 999                                           | 999                                           |
| 1871 | 1871                                          |                                               | 888                                           | 888                                           |
| 1875 | 1875                                          |                                               | 863                                           | 863                                           |
| 1885 | 1885                                          |                                               | 781                                           | 781                                           |
| 1895 | 1895                                          |                                               | 713                                           | 713                                           |
| 1905 | 1905                                          |                                               | 606                                           | 606                                           |
| 1910 | 1910                                          |                                               | 646                                           | 646                                           |
| 1925 | 1925                                          |                                               | 716                                           | 716                                           |
| 1939 | 1939                                          |                                               | 638                                           | 638                                           |
| 1946 | 1946                                          |                                               | 866                                           | 866                                           |
| 1950 | 1950                                          |                                               | 800                                           | 800                                           |
| 1956 | 1956                                          |                                               | 776                                           | 776                                           |
| 1961 | 1961                                          |                                               | 812                                           | 812                                           |
| 1967 | 1967                                          |                                               | 857                                           | 857                                           |
| 1970 | 1970                                          |                                               | 891                                           | 891                                           |
| 1980 | 1980                                          |                                               | ?                                             | ?                                             |
| 1990 | 1990                                          |                                               | ?                                             | ?                                             |
| 1999 | 1999                                          |                                               | 1.012                                         | 1.012                                         |
| 2007 | 2007                                          |                                               | 962                                           | 962                                           |
| 2011 | 2011                                          |                                               | 994                                           | 994                                           |
| 2015 | 2015                                          |                                               | 968                                           | 968                                           |
| 2020 | 2020                                          |                                               | 928                                           | 928                                           |
| 2021 | 2021                                          |                                               | 935                                           | 935                                           |
| 2022 | 2022                                          |                                               | 936                                           | 936                                           |
| 2023 | 2023                                          |                                               | 952                                           | 952                                           |
| 2024 | 2024                                          |                                               | 951                                           | 951                                           |
| Datenquelle: Historisches Gemeindeverzeichnis für Hessen: Die Bevölkerung der Gemeinden 1834 bis 1967. Wiesbaden: Hessisches Statistisches Landesamt, 1968. Weitere Quellen: LAGIS; Gemeinde Weilrod; Zensus 2011 |                                               |                                               |                                               |                                               |

### Historische Religionszugehörigkeit
| • 1885: | 009 evangelische (= 1,15 %), 751 katholische (= 96,16 %), 9 andere christliche-konfessionelle (= 1,15 %), 12 jüdische (= 1,54 %) Einwohner |
| • 1961: | 54 evangelische (= 6,65 %) 754 katholische (= 92,86 %) Einwohner                                                                           |

## Politik

### Ortsbeirat
Für Hasselbach besteht ein Ortsbezirk (Gebiete der ehemaligen Gemeinde Hasselbach) mit Ortsbeirat und Ortsvorsteher nach der Hessischen Gemeindeordnung.
Der Ortsbeirat besteht aus sieben Mitgliedern. Bei den Kommunalwahlen in Hessen 2021 betrug die Wahlbeteiligung zum Ortsbeirat 52,5 %. Dabei wurden gewählt: ein Mitglied der CDU, zwei Mitglieder der SPD und vier Mitglieder der „Freien Wählergemeinschaft“ (FWG). Der Ortsbeirat wählte Justus Hill (FWG) zum Ortsvorsteher.

## Wappen
Das redende Wappen zeigt eine Haselnuss. Sie erschien schon in dem ältesten bekannten Siegel des Dorfes von 1529. Seit 1816 wurde die Nuss auch in dem Wappen benutzt. Das heutige Wappen wurde am 9. Dezember 1937 genehmigt.
Die Farben Silber und Rot sind die Farben des Kurfürstentum Trier, zu dem das Dorf im 15. Jahrhundert gehörte. Die Erzbischöfe von Trier verliehen Hasselbach im Jahr 1442 Stadtrechte.

## Kultur und Sehenswürdigkeiten
Für die denkmalgeschützten Kulturdenkmäler des Ortes siehe Kulturdenkmäler in Hasselbach.

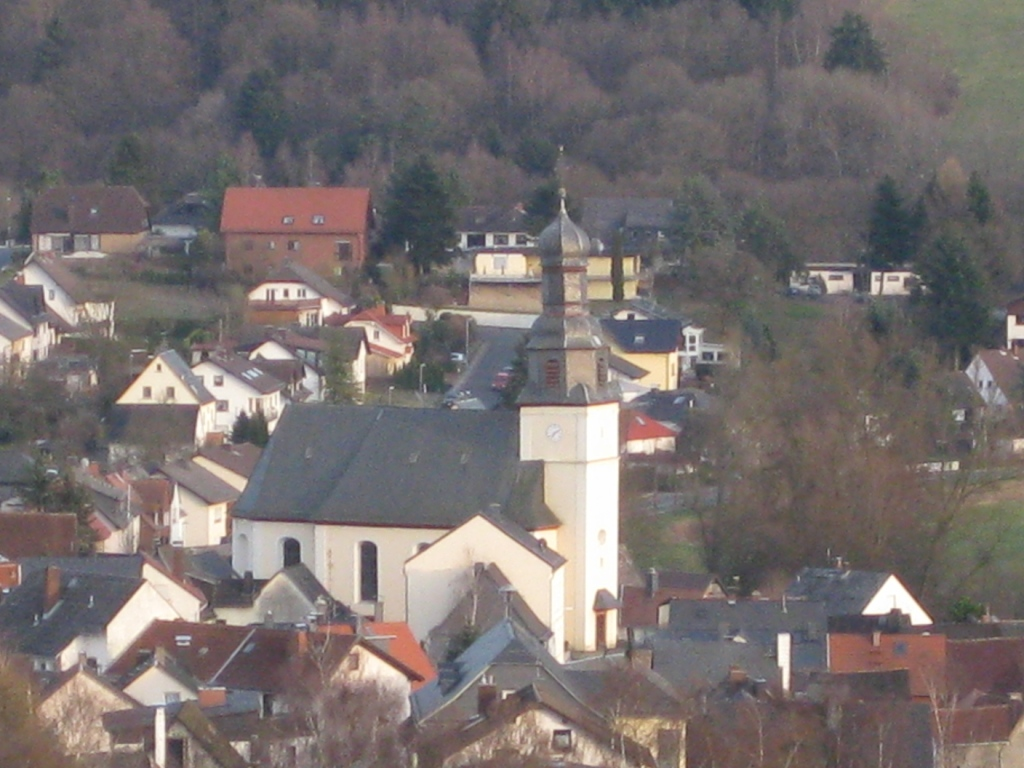
Pfarrkirche St. Margaretha (von Nordwest)

### Bauwerke
- Limburger Straße 13 Fachwerkhaus aus dem Jahr 1678
- Katholische Pfarrkirche St. Margaretha. Nach einem Dorf und Kirche vernichtenden Brand von 1749 wurde die Katholische Pfarrkirche St. Margarethe 1751–1752 von dem Baumeister Johann Martin Ulrich aus Limburg errichtet. Die Kirche hat eine einheitliche barocke Ausstattung mit Resten alter Fassung. Orgel um 1780 aus der Werkstatt Stumm in Sulzbach.
- Schulgebäude (Alte Schule) im spätklassizistischen Baustil, erbaut 1828–1830.
- Gusseiserner Brunnen, erbaut 1888.
- Schwesternhaus – ehemalige Filiale des Ordens der Armen Dienstmägde Jesu Christi (Dernbacher Schwestern), erbaut 1902. Das Gebäude wird seit einigen Jahren als Kindergarten genutzt, der nach einer katholischen Trägerschaft nunmehr als öffentlicher Kindergarten der Gemeinde Weilrod betrieben wird.

### Vogelburg
Die Vogelburg ist eine Pflegeeinrichtung und Zoo für Papageien aus ehemalige privater Haltung, der etwa einen Kilometer außerhalb des Ortes liegt.

### Theater
In Hasselbach hat der alte Brauch des Laientheaters bis heute Tradition. Bereits Anfang der 1930er Jahre wurde in Hasselbach Theater gespielt, allerdings nur einige Jahre: Während des Krieges war das Laienspiel nicht mehr möglich. Doch sehr schnell konnte man nach dem Krieg wieder neue Begeisterung für das Theater gewinnen: 1947 begann eine annähernd 20 Jahre andauernde Zeit des Singspiels und des Theaters. Mindestens einmal jährlich, in der Regel in der Weihnachts- oder Osterzeit haben die Laienschauspieler ihr Publikum begeistert. Über viele Wochen traf man sich im unbeheizten Saalbau des Vereinslokales, um unter Leitung von Katharina Rau und Valentin Heuser die Stücke einzustudieren. Bekannte Werke wie der „Freischütz“ oder „Carmen“, die als Singspiel aufgeführt wurden, waren ebenso im Repertoire wie „Räuber auf Maria-Kulm“ oder „Hasso, der Rebell“. Insbesondere die stetig wachsende Vielfalt des Gebotenen machte die Theateraufführungen immer erfolgreicher.
Mitte der 1960er Jahre wurde die Bühne des Saalbaus „Zur Krone“ umgebaut, Geld für neue Kulissen war jedoch nicht mehr vorhanden. Das Laienspiel pausierte. Doch bereits 1966 begann der Männergesangverein „Eintracht“ mit neuer Nachwuchsarbeit: Seit dieser Zeit werden mit den Kindern der „Vereinsfamilie“ kleine Theaterstücke oder Sketche einstudiert und auf der jährlichen Weihnachtsfeier aufgeführt. So wuchs eine neue Generation von Laienschauspielern heran.
Es dauerte schließlich bis 1988, bis man den erneuten Schritt zur Theateraufführung wagte. Zwei „alte Hasen“, die selbst in den 1950/1960er Jahren „auf den Brettern“ standen, nahmen sich der jungen Spieler an: Willi Messinger und Reinhold Heuser konnten den erforderlichen Spaß am Laienspiel vermitteln und hatten auch das richtige Händchen bei der Auswahl des ersten Stückes „Die Brautwiese“. Man konnte sich über einen vollen Erfolg bei zwei ausverkauften Theaterabenden freuen. Der Entschluss zum Weitermachen war gefasst; weitere Stücke wie z. B. „Der geliebte Grobian“ oder das Singspiel „Die schöne Müllerin“ und „Der sündige Lindnerhof“ folgten.
Bedingt durch den Zuspruch des Publikums hat sich die Theater-Crew der Eintracht Hasselbach dazu entschlossen, im jährlichen Turnus eine Theateraufführung anzubieten.
Im Jahr 2005 ging Willi Messinger in den „Ruhestand“ und wurde zum Ehren-Spielleiter ernannt. Seine Nachfolge trat Klaus Rumpf an, der zusammen mit Reinhold Heuser die Leitung übernahm. Seit dem Tod von Reinhold Heuser im Jahr 2013 steht die Theater-Crew unter der Leitung von Rosalinde Heid.

### Vereine
- M.G.V. Eintracht 1882 Hasselbach e. V.
- M.G.V. Liederkranz 1885 Hasselbach e. V.
- Frauensingkreis Hasselbach e. V.
- Kinderchor Hasselbach 2001 e. V.
- Jugendzentrum Hasselbach e. V.
- Freiwillige Feuerwehr Hasselbach e. V., gegr. 1926
- Kerbegesellschaft Hasselbach
- Shanty Chor „De fidele Seelüd“

Es existiert ein Sportplatz mit Flutlichtanlage und Vereinsheim „Auf dem Frohnstück“ direkt an der Rennstraße gelegen. Der Sportplatz wurde vom SV Hasselbach zu Beginn der 1920er-Jahre angelegt, nachdem man die ersten Freundschaftsspiele auf der Wiese „In der Struth“ ausgetragen hatte und einen alternativen Standort auf dem Tannenkopf verworfen hat. Ab der Saison 1971/72 spielte man mit der Sportgemeinschaft Rod aus dem Nachbardorf als Spielgemeinschaft Rod/Hasselbach, bevor man sie in SG Weilrod umbenannte. Nach Auflösung des SV Hasselbach Anfang der 1990er-Jahre übernahm die SG Rod die Sportanlage sowie die bisherigen SVH-Mitglieder mit ihrem Eintrittsdatum und benannte den Gesamtverein ebenfalls in Sportgemeinschaft Weilrod um. Neben den Alten Herren der SG Weilrod wird der Sportplatz von der FSG Merzhausen/Weilnau/Weilrod und der JSG Merzhausen. 2023 wurde eine moderne und energiesparende LED-Fluchtlichtanlage installiert, welche den neusten Vorgaben entspricht.

## Ansichten Hasselbach und Umgebung

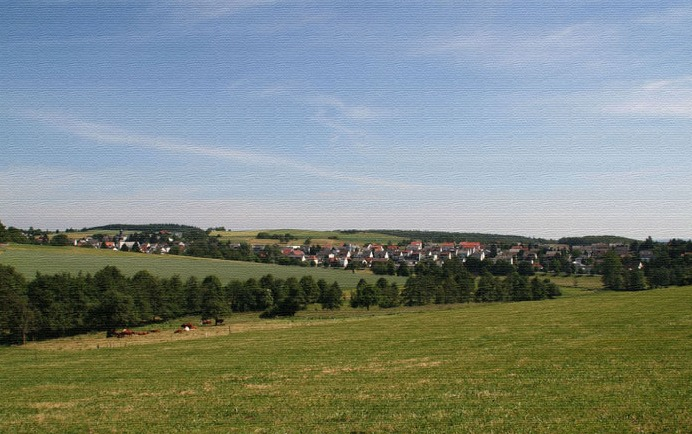
Ansicht aus Richtung Südwest, unterhalb der Vogelburg
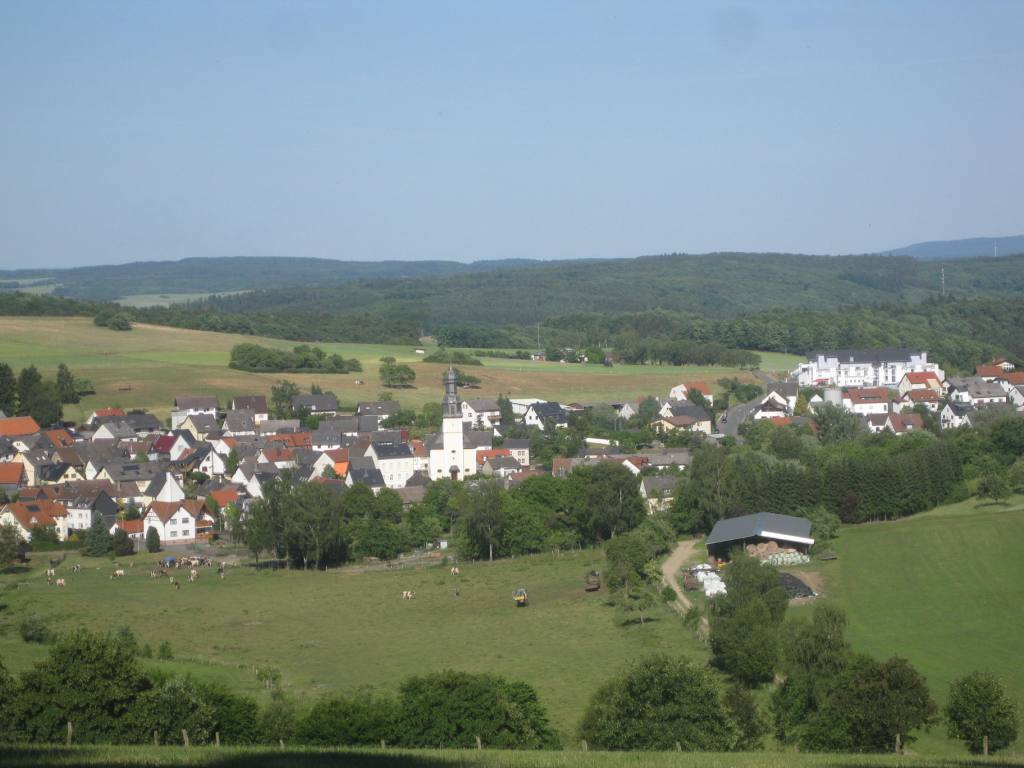
Ansicht aus Richtung Westen
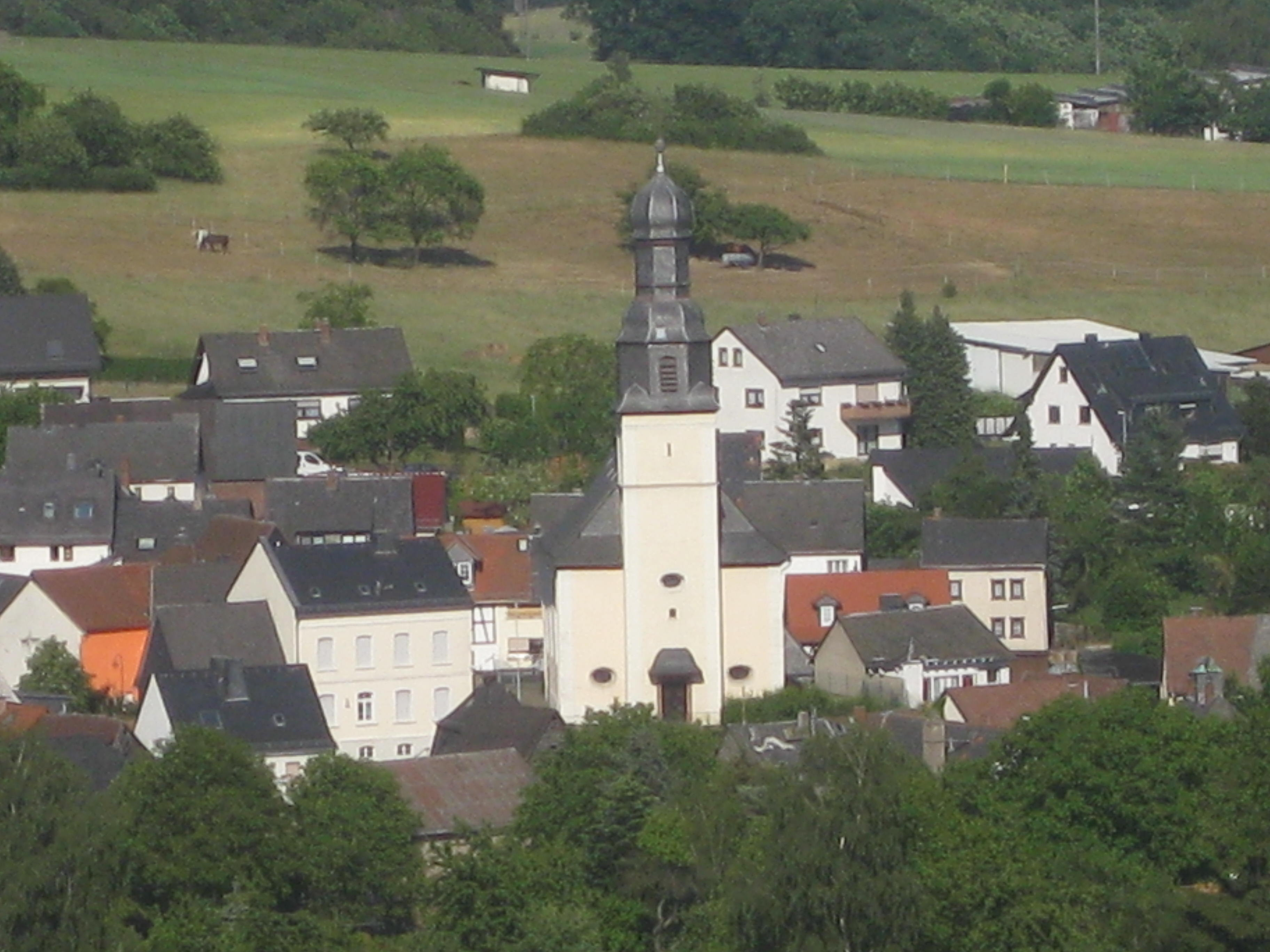
Pfarrkirche St. Margaretha
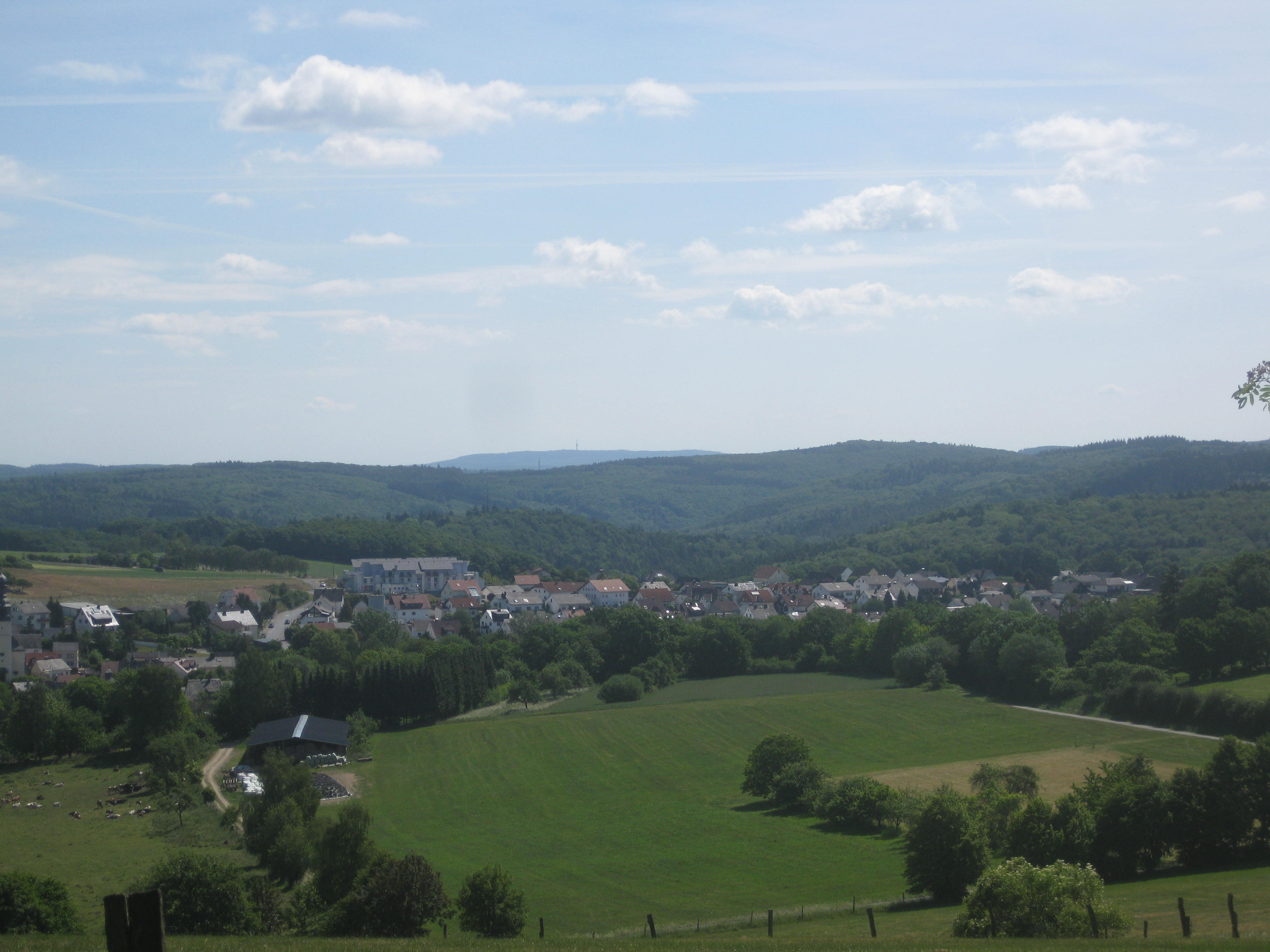
Blick zum Steinkopf (Fernmeldeturm) und Winterstein
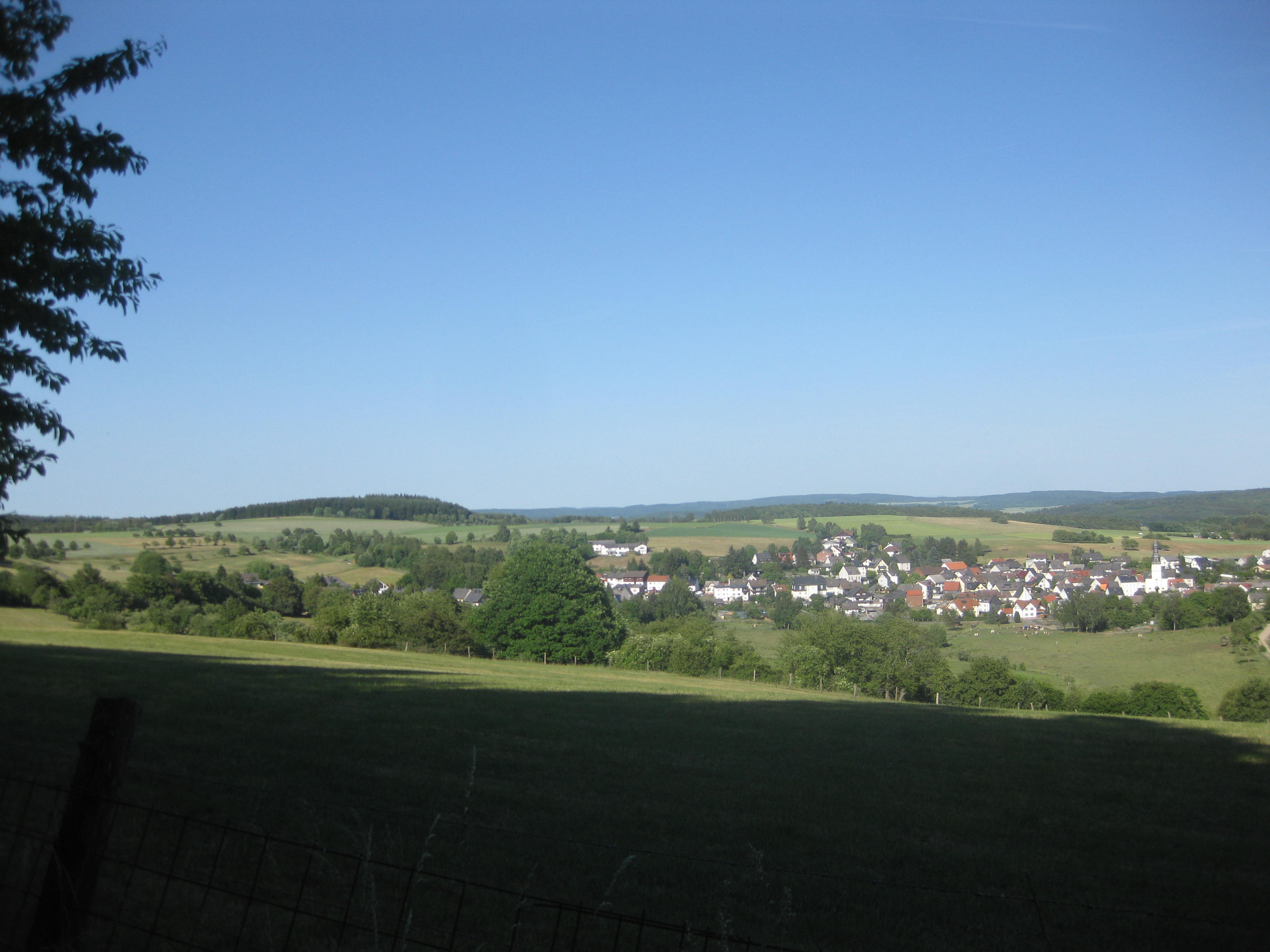
Blick zum Tannenkopf
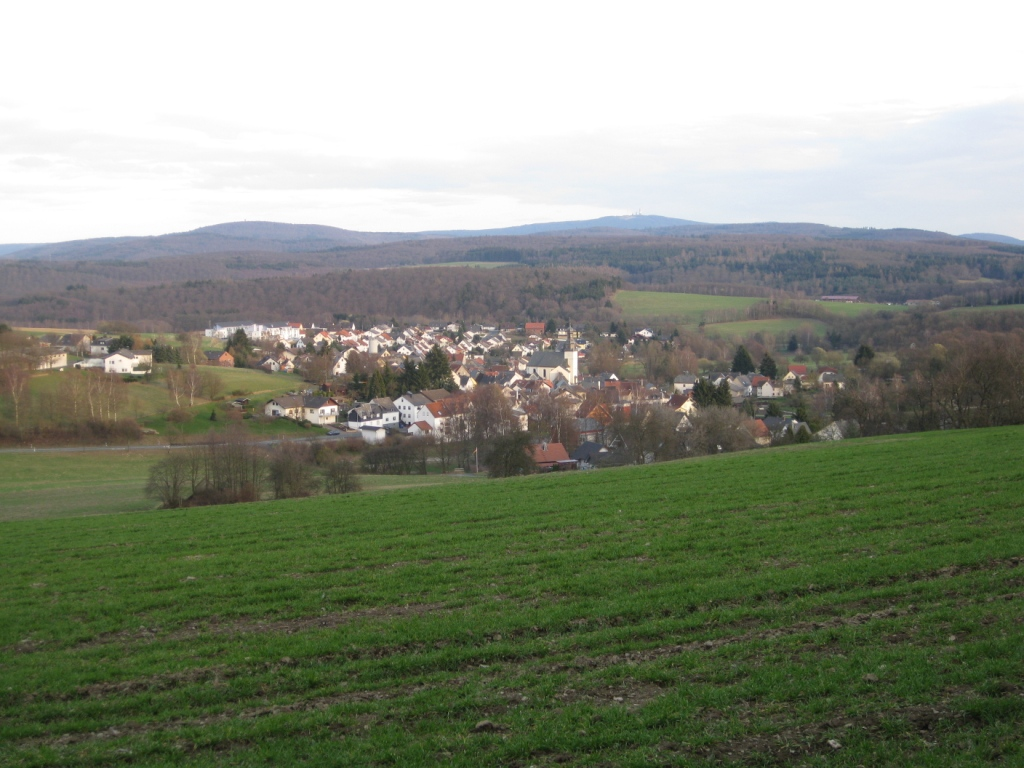
Blick aus Richtung Nordwest vom Frohnstück
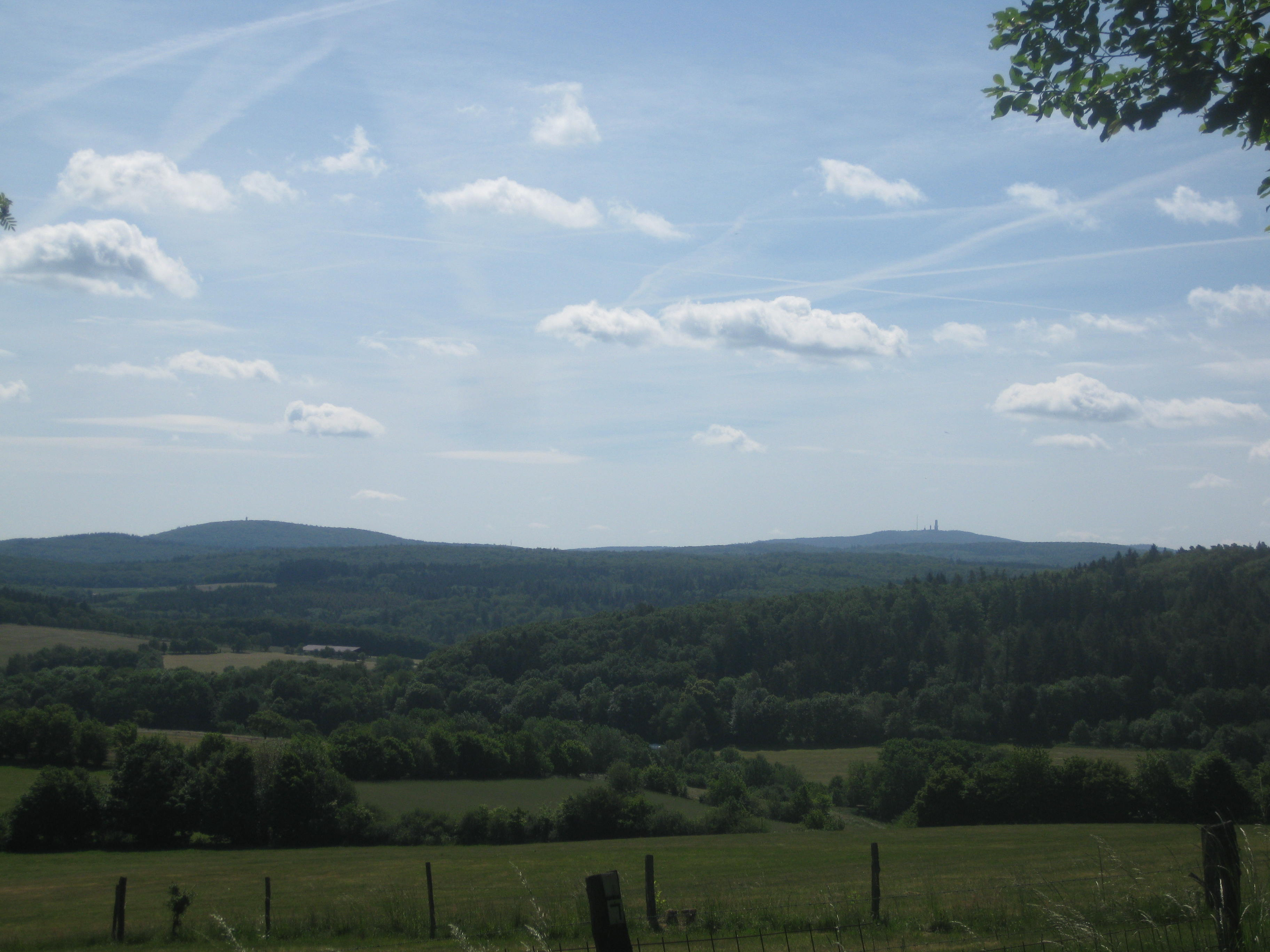
Blick zum Großen Feldberg (rechts) und Pferdskopf (links)
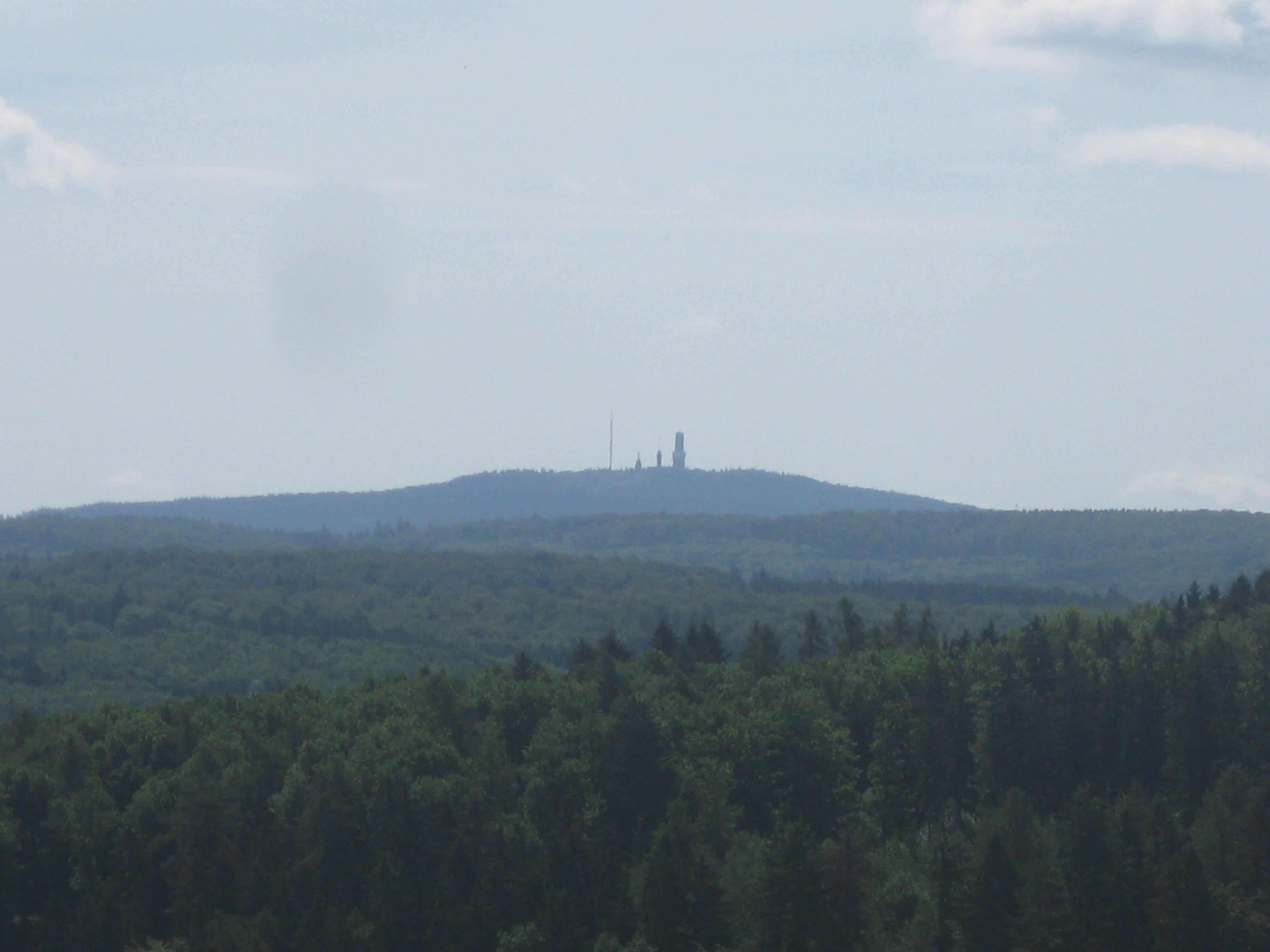
Blick zum Großen Feldberg (Taunushauptkamm)
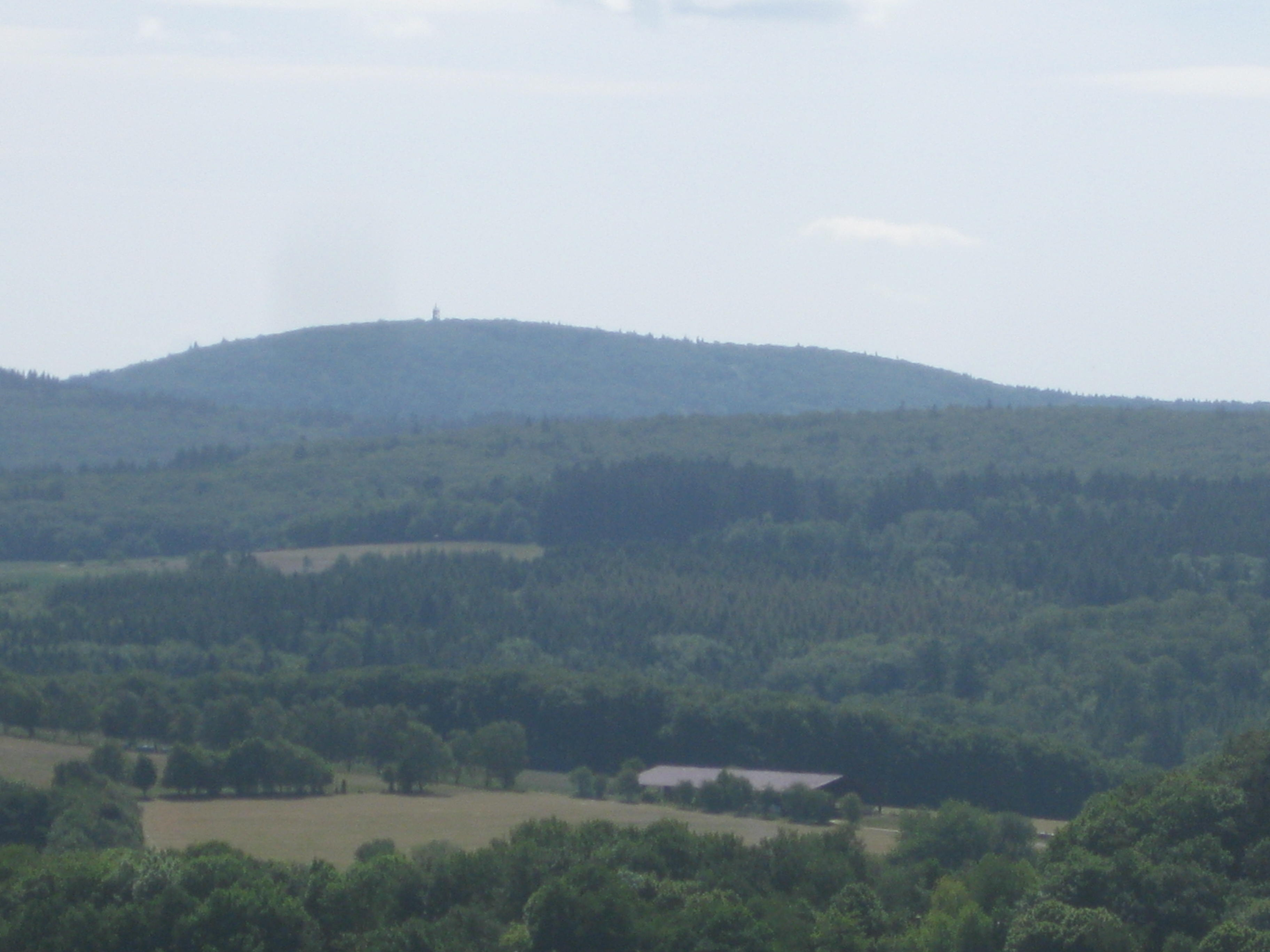
Blick zum Pferdskopf (Östlicher Hintertaunus)
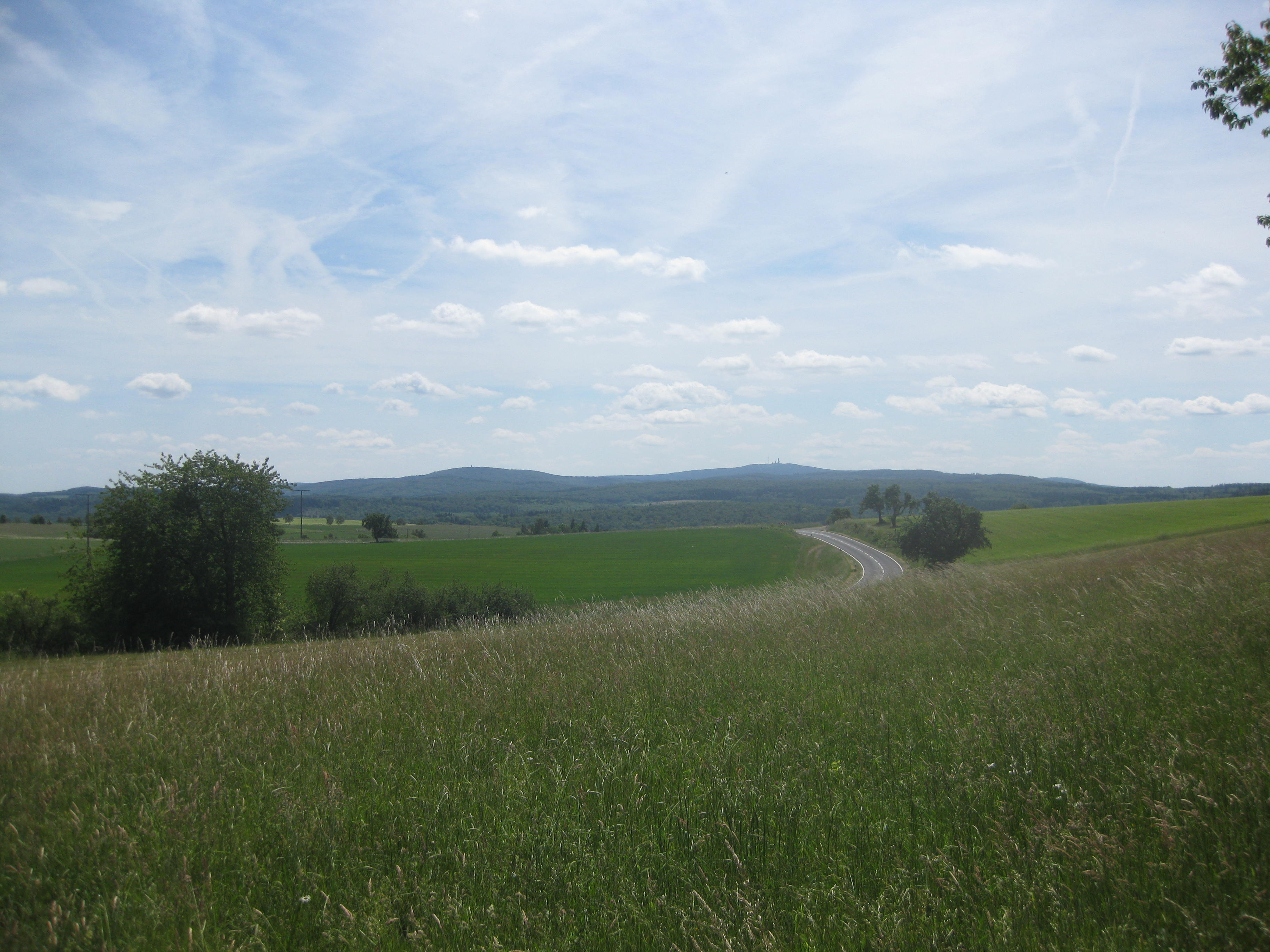
Blick über den Östlichen Hintertaunus, zwischen Haintchen und Hasselbach
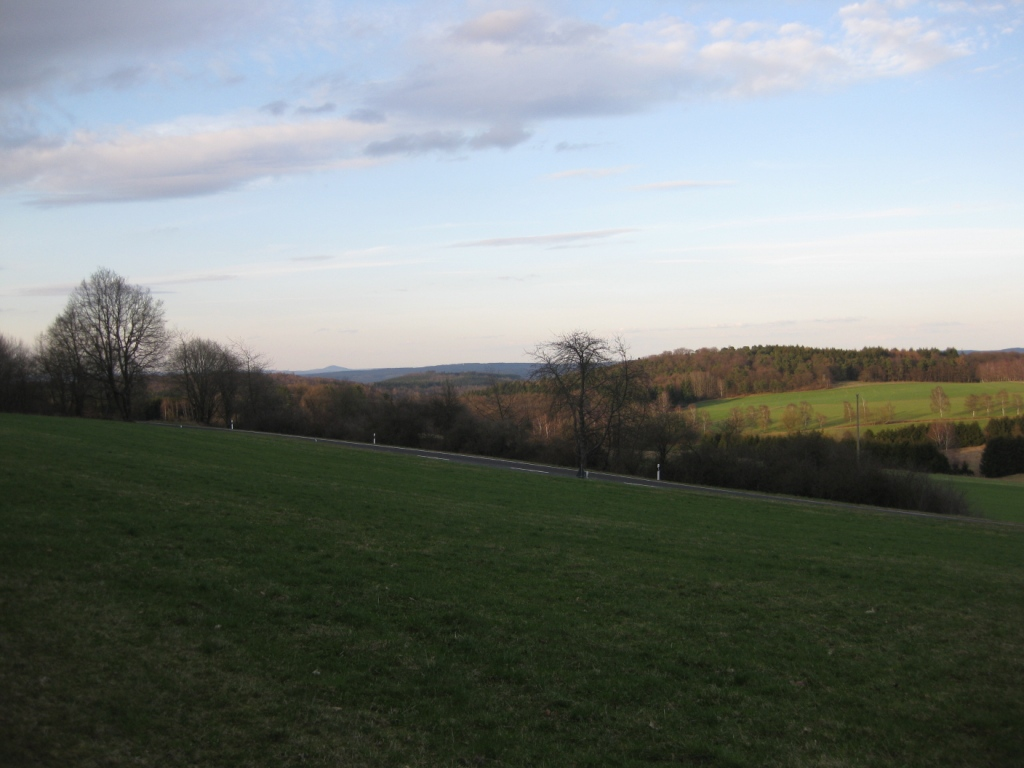
Blick über den Östlichen Hintertaunus, in Richtung des Dünsberg
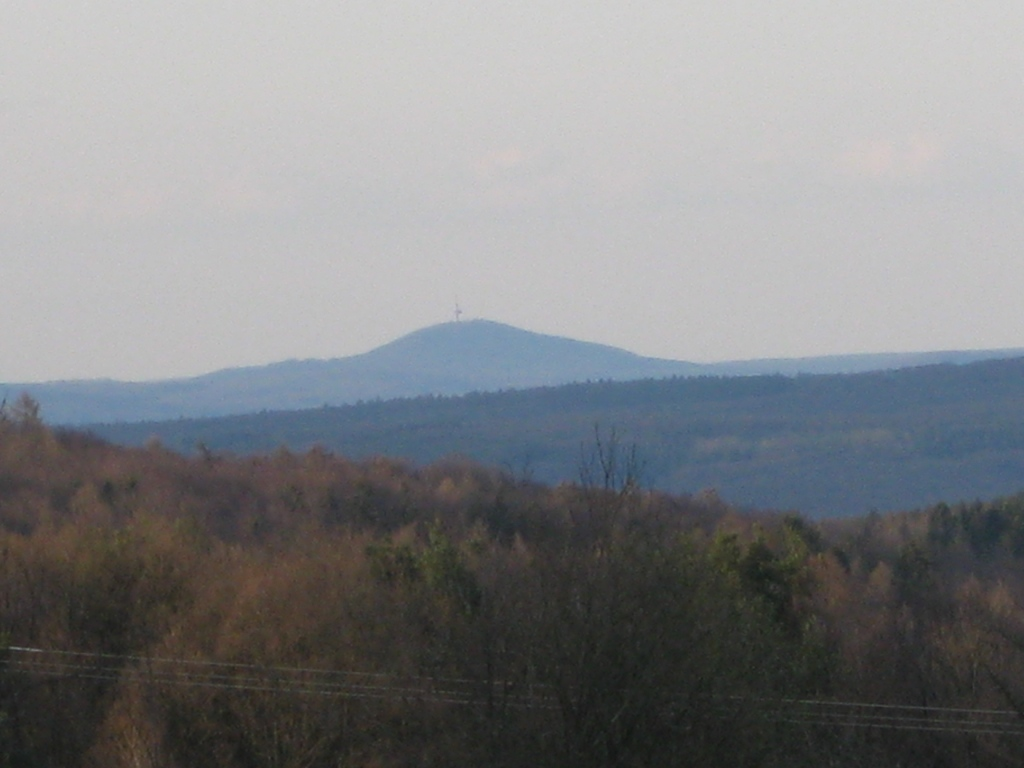
Dünsberg bei Gießen